# Oncocnemis pallida
Oncocnemis pallida là một loài bướm đêm trong họ Noctuidae.